# Громыко, Юрий Вячеславович
Ю́рий Вячесла́вович Громы́ко (род. 1958) — советский и российский психолог, педагог, методолог. Директор Института опережающих исследований имени Е.Л.Шифферса. Доктор психологических наук, профессор Московского психолого-педагогического университета (ФГБОУ ВО МГППУ). Лауреат премии Правительства Российской Федерации в области образования. Один из инициаторов и разработчиков проекта «Транс-Евразийский пояс Razvitie». Председатель Российской части Совета по науке и инновациям Российско-Китайского Комитета дружбы, мира и развития.

## Биография
- 1975 — окончил среднюю школу № 72 г. Омска с золотой медалью.
- 1981 — окончил с отличием психологический факультет Ярославского государственного университета по специальности «психолог, преподаватель психологии».
- 1981—1984 — обучение в аспирантуре НИИ общей и педагогической психологии АПН СССР.
- 1984—1986 — служба в рядах Вооружённых сил в исследовательской лаборатории ЦСКА, проведение исследований по проблемам спорта высших достижений.
- 1985 — защитил кандидатскую диссертацию по психологии.
- 1986—1992 — старший научный сотрудник, зав. лаборатории НИИ управления и экономики образования АПН СССР.
- 1993 — защитил докторскую диссертацию в Научно-исследовательском институте общей и педагогической психологии Академии педагогических наук СССР по проблемам использования игровых методов для моделирования процессов развития систем деятельности.
- 1992—1998 — директор Центра региональной политики развития образования Российской академии образования.
- 1998-н.в. — директор Института инновационных стратегий развития образования.
- 2003-н.в. — директор института опережающих исследований им. Е. Л. Шифферса. (Институт Шифферса)
- 2021 -н.в. — профессор кафедры «Педагогическая психология имени профессора В. А. Гуружапова» факультета «Психология образования» Московского психолого-педагогического университета (ФГБОУ ВО МГППУ)
- 2023 -н.в. — председатель Российской части Совета по науке и инновациям Российско-Китайского Комитета дружбы, мира и развития

Владеет английским, немецким и французским языками, может объясняться на японском, китайском, итальянском, испанском языках и читать на санскрите, древнегреческом и латыни.
Есть дочь — Антонина, выпускница МГИМО (У) МИД России, магистр технологической политики (космос) George Washington University (USA)
Отмечал про себя: «Считаю, что я сформировался в том невидимом колледже, который возник в оппозиционных отношениях между группой Ильенкова, куда входили и Побиск Кузнецов, и Спартак Петрович Никаноров, с одной стороны, а, с другой стороны, с группой Зиновьева, Щедровицкого и Мамардашвили». Общался с Побиском Кузнецовым в последние годы жизни того, называл его своим учителем.

## Основные труды
- Петровский А. В., Слободчиков В. И., Бим-Бад Б. М., Громыко Ю. В. Задачи и направления перестройки педагогической науки// Вопросы психологии 1988. № 2, с.14.
- Громыко Ю. В. Организационно-деятельностные игры и развитие образования. — Москва, 1992.
- Громыко Ю. В. Стыки. Как перейти из одной системы общественных отношений в другую. — Москва, 1993.
- Громыко Ю. В. Проектирование и программирование развития образования. — Москва, 1996.
- Громыко Ю. В. Мыследеятельностная педагогика. — М.: Институт учебника «Paideia».
- Громыко Ю. В. Проектное сознание. — М.: Институт учебника «Paideia», 1997.
- Громыко Ю. В. Метапредмет «Проблема». — М.: Институт учебника «Paideia», 1998.
- Громыко Ю. В. Выготскианство за рамками концепции Л. С. Выготского. — М.: Институт учебника «Paideia».
- Громыко Ю. В. Опыт мыследеятельностной педагогики. — М.: Институт учебника «Paideia».
- Громыко Ю. В. Метапредмет «Знак». Схематизация и построение знаков. Понимание символов / Учебное пособие для учащихся старших классов. — М.: Пушкинский институт, 2001.
- Громыко Ю. В. Стыки 2. Время вышло из пазов. — Тюмень: ТОГИРРО, 2001.
- Громыко Ю. В. Метод В. В. Давыдова / Учебная книга для управленцев и педагогов. — М.: Пушкинский институт
- Громыко Ю. В. Педагогические диалоги / История разработки деятельностного образования: Пособие для учителя. — М.: Пушкинский институт
- Громыко Ю. В. Подонки — М., 2004.
- Громыко Ю. В. Сценарная паноплия. Сценарий для России: русский путь. Новая повестка дня для президента. — М., 2004.
- Громыко Ю. В. Политическая антропология транснациональной безопасности: можно ли предвидеть и исчислять террористические акты. В кн. Становление Евразийской безопасности. РАН, отделение общественных наук. — М.: Книга и бизнес, 2005.
- Громыко Ю. В. Мыследеятельность: курс лекций. — В 3-х книгах. Книга 1. Введение в теорию мышления и деятельности. — М.: Пушкинский институт, 2005.
- Громыко Ю. В. Мыследеятельность: курс лекций. — В 3-х книгах. Книга 2. Введение в методологию. — М.: Пушкинский институт, 2005.
- Громыко Ю. В. Мыследеятельность: курс лекций. — В 3-х книгах. Книга 3. Онтологии нового времени: Пособие для учителей. — М.: Пушкинский институт, 2005.
- Громыко Ю. В. Антропология политической идентичности. Самоопределение «рашинз» в глобальном мире. Территориальное развитие, транснациональные русские корпорации и идентичность Russians. — М.: Аркти, 2006.
- Громыко Ю. В. ВЕК МЕТА: Современные деятельностные представления о социальной практике и общественном развитии. — М.,2006.
- Андрюшков А. А., Глазунова О. И., Громыко Ю. В., Олексенко А. И. Антропологические матрицы XX века. Л. С. Выготский -П. А. Флоренский. Несостоявшийся диалог. — Приглашение к диалогу — М.: Прогресс-Традиция, 2007.
- Громыко Ю. В., Крупнов Ю. В. Транспортное цивилизационное продвижение — конкретный сценарий развития России. — М.: Институт мирового развития, 2007.
- Громыко Ю. В. ОБЩЕСТВО РАЗВИТИЯ. Сценарий России для мира в 2030 году. В. Кн. De futuro, или История будущего : сборник / под ред. Дмитрия Андреева и Вадима Прозорова. Москва. : Политический класс, АИРО-XXI. 2008
- Громыко Ю. В. Знак: логика и методология: Руководство для управленцев и педагогов. — М.: Пушкинский институт, 2009.
- Громыко Ю. В. Труд самоопределения в современном мире: Учебная книга для управленцев и педагогов. — М.: Пушкинский институт, 2009.
- Громыко Ю. В. Мыследеятельность, сознание и сверхличность. Реальность развития. Руководство для управленцев и педагогов. — М.: Пушкинский институт, 2010.
- Громыко Ю. В. Политическая антропология. Руководство для управленцев и педагогов. — М.: Пушкинский институт, 2012.
- Yury Gromyko, Chapter, Editor — Transeurasian corridor Razvitie: new demension of cooperation, 2012
- Yury Gromyko, edited by Kees van der Pijl. Handbook of the International political economy of production, Beyond the «BRICS»: new patterns of development cooperation in the Trans-Eurasian corridor. Chapter. ISBN 978-1-78347-020-4
- Громыко Ю. В. Класс Razvitie, 2013, ссылка на книгу содержится на ресурсе bankreferatov.ru.
- Михаил Байдаков, Франко Бассанини, Юрий Громыко, Виктор Зюков, Паоло Раймонди, Эдоардо Ревильо, Джонатан Тенненбаум. Трансевразийский пояс Razvitie. М.: Праксис, 2012.- 264.
- Якунин В. И., Байдаков М. Ю., Громыко Ю. В., Зюков В. Т. — Платформа Razvitie 1.0 — Доклад на открытом семинаре ИСПИ РАН 2 апреля 2015 года, Москва, 2015
- Громыко Ю. В.  — Страна в «полуторном мире». // ж. «Свободная мысль- XXI». Теоретический и политический журнал. 2000, № 11, стр. 39-50
- http://psyjournals.ru/psyedu/2018/n1/Gromyko.shtml
- Психология искусства в научной школе Л. С. Выготского: проблемы теории коммуникативных практик работы с сознанием Ю. В. Громыко стр.85-92
- Совместность и творчество // Международный научный журнал Культурно-историческая психология, 2018. Т. 14. № 3 Тематический редактор: В. В. Рубцов.
- Громыко Ю. В. Восстановление суверенного российского образования для многонациональной разноконфессиональной страны: проект школы будущего и русского университета нового поколения. // В книге Русская школа в XXI веке: Стратегия развития российского образования в эпоху тотальной глобализации. Колл. монография / Под ред. митрополита Мордовского и Саранского Зиновия (Корзинкина), В. М. Меньшикова, С. В. Перевезенцева; Авт.-сост. В. М. Меньшиков, С. В. Перевезенцев. — М.: ЦГИ Принт, 2017. — 352 с. С. 101—128.
- Глазунова О. И., Громыко Ю. В. О двух подходах к диагностике взаимодействий в совместной работе: от оценки взаимодействий в мониторинговых исследованиях PISA к деятельностному анализу сотрудничества в проектных командах. 2019. Том 24.№ 5, С.58-70
- Громыко Ю. В. К проблеме создания общенародной школы будущего: синтез предметного и проектного образования // Психологическая наука и образование. 2018. Т. 23. № 1. C. 93—105.
- Громыко Ю. В. Реанимация Российской системы образования. Проблемы и возможности: другая система координат и навигатор живого субъекта образования. В кн. «Стратегия развития компьютерной реальности». Коллективная монография, Библиотека института стратегий развития. Техносфера, Москва, 2020, С.316-336
- Громыко Ю. В. Сознание как архивариус. На пути к психоматике: дисциплине, которая обнаруживает новые интеллектуально-духовные функции. // Вопросы философии, № 4 2019. С. 185—195.
- Громыко Ю. В. Российская система образования сегодня. Решающий фактор развития или путь в бездну. Образование как политическая технология. М.: URSS. Ленанд. 2019.
- Громыко Ю. В., Крупнов Ю. В. (под общей редакцией). Россия — Ноев ковчег человечества, Философско-религиозные и методологические аспекты государственной идеологии будущей России, Москва, 2019
- Юрий Громыко, Юрий Крупнов. Серебряный миллиард русских как программа реального действия. // «Изборский клуб». Русские стратегии. № 1(77), 2020. С. 96-101.
- Громыко Ю. В. Давыдов — основатель деятельностной практики образования // Психологическая наука и образование. 2020. Том 25. № 5. С. 5-18. doi:10.17759/pse.2020250501
- Акопова Э. С., Глазунова О. И., Громыко Ю. В. Диагностическая методика оценки способностей к проектированию деятельности в групповой работе «Периметр» // Психологическая наука и образование. 2020. Том 25. № 2. С. 5-18. doi:10.17759/pse.2020250201
- Громыко Миропорядок Razvitie — Миромыследеятельностный подход к формированию практик развития. https://shiffersinstitute.com/product/gromyko-yu-v-miroporyadok-razvitie-elektronnaya-versiya/
- The Militarization of the European Union. Edited by Kees van der Pijl. Yury Gromyko. Сhapter 8. IN THE SHADOW OF A NEW ARMS RAСE. A RUSSIAN PERSPECTIVE. Cambridge Scholars Publishing, 2021, pp161-182. ISBN (10):1-5275-6370-7, ISBN (13): 978-1-5275-6370-4
- Громыко Ю. В., Рубцов В. В., Марголис А. А. Школа как экосистема развивающихся детско-взрослых сообществ: деятельностный подход к проектированию школы будущего // Культурно-историческая психология. 2020. Том 16. № 1. С. 57-67. doi:10.17759/chp.2020160106
- Громыко Ю. В., Рубцов В. В. Цифровая платформа Школы Будущего: Цифро-когнитивный подход в отличие от цифро-алгоритмического упрощения образования // Проектирование будущего. Проблемы цифровой реальности: труды 4-й Международной конференции (4-5 февраля 2021 г., Москва). — М.: ИПМ им. М. В. Келдыша, 2021. — С. 238—259. — https://keldysh.ru/future/2021/21.pdf https://doi.org/10.20948/future-2021-21
- Юрий Громыко, Антропология будущей власти. — Москва, Институт Шифферса, 2022 г., 260 с. [Электронное издание] https://www.litres.ru/book/uriy-vyacheslavovich-gromyko/antropologiya-buduschey-vlasti-67151355/
- Громыко Ю. В., Просекин М. Ю. Обучающая мыследеятельность нового поколения и базовые педагогические компетенции [Электронный ресурс] // Психолого-педагогические исследования. 2022. Том 14. № 2. С. 100—128. DOI: 10.17759/psyedu.2022140207
- Громыко Ю. В. Культурно-историческая психология овладения деятельностью и альтернативы цифровизации // Культурно-историческая психология. 2023. Том 19. № 2. С. 27-40. DOI: 10.17759/chp.2023190204
- Громыко Ю. В., Устиловская А. А. О генезисе коллективной субъектности в деятельности технологического кружка (к программе исследований) [Электронный ресурс] // Психолого-педагогические исследования. 2023. Том 15. № 2. С. 155—174. DOI: 10.17759/psyedu.2023150209